# Tubicinella
Tubicinella è un genere di Crostacei Balanomorfi della famiglia Platylepadidae, cui appartengon almeno due specie, Tubicinella major e Tubicinella trachealis

## Biologia
Vivono come parassiti commensali dei Cetacei. In particolare, T. major vive solo sulle balene australi (Eubalaena australis).